# Nouvelle Droite (Israël)
Pour les articles homonymes, voir Nouvelle Droite.
La Nouvelle Droite (hébreu : הימין החדש (HaYamin HeHadash)), officiellement Tziyonut Liberaliyut Shivyon (« sionisme, libéralisme, égalité ») (Tzalash), était un parti politique israélien fondé le 29 décembre 2018, à l'approche des élections législatives pour la 21e Knesset. Ses fondateurs sont les ministres Naftali Bennett et Ayelet Shaked, qui annoncent leur départ du parti Le Foyer juif afin de s'ouvrir à un électorat non-religieux. La création de ce nouveau parti est approuvée le lendemain par la Commission de la Knesset et le parti est reconnu comme un groupe parlementaire au sein de la 20e Knesset. Les fondateurs du parti ont déclaré que ce serait un parti de droite, et que sa liste inclura des membres religieux et laïques. À la suite du départ du Foyer juif de Yamina, le 14 juillet 2020, puis du Parti sioniste religieux, le 20 janvier 2021, il devient le seul membre de Yamina.

## Histoire
Vers la fin de décembre 2018, la dissolution de la 20e Knesset est annoncée et les élections pour la 21e Knesset sont fixées au 9 avril 2019. Le 29 décembre, Naftali Bennett et Ayelet Shaked déclarent lors d'une conférence de presse : « Nous avons perdu notre pouvoir d'influence. Le Premier ministre Netanyahou a compris que le sionisme religieux était dans sa poche et qu'il sera toujours avec lui ». À la suite de cette annonce, la députée Shuli Mualem annonce elle aussi son départ du Foyer juif pour rejoindre le nouveau parti.
Le groupe parlementaire portera le nom de « Nouvelle Droite », et sa candidature aux élections se fera sur la base du parti Tsalach, une scission du Shinouï fondé en juillet 2004, dont la plateforme avait été achetée par Bennett et Shaked dès août 2018.
Parmi les raisons invoquées concernant cette scission, il y avait la nature religieuse du Foyer juif,, alors que les sionistes religieux sont restés fidèles au Likoud. Naftali Bennett explique à ce sujet que « Nétanyahou a compris que la communauté sioniste religieuse était dans sa poche, et que peu importe la façon dont il les traite, au bout du compte, ils le suivent toujours ». D'après le quotidien Haaretz, Bennett se venge ainsi de la communauté religieuse qui l’aurait « trahi » à deux reprises en votant en faveur du Likoud. En outre, le ministre « sentirait le déclin » de Nétanyahou, mis en cause dans plusieurs affaires de corruption, et viserait la place de Premier ministre.
Le programme politique de la Nouvelle Droite reste très proche de celui du Foyer Juif, notamment sur le rejet de tout État palestinien.
Le 2 janvier 2019, il a été annoncé que la chroniqueuse Caroline Glick (en), du Jerusalem Post, avait rejoint le parti. Shirley Pinto, militante des droits des sourds et malentendants, a rejoint le parti le 8 janvier 2019. Shaked a déclaré que Mme Pinto serait un « défenseur efficace des droits des personnes handicapées ».
Aux élections de septembre 2019, il a rejoint l'alliance Yamina aux côtés du Foyer juif et de Tkuma,. L'alliance s'est officiellement scindée en deux factions le 10 octobre 2019.
Le 8 novembre 2019, le Premier ministre Benyamin Netanyahou annonce que la Nouvelle Droite va fusionner avec son parti, le Likoud, mais Ayelet Shaked a rejeté cette éventualité le lendemain de l'annonce.

## Résultats électoraux
| Année d'élection | Chef de file    | Voix                         | %                            | Rang                         | Sièges  | Statut              |
| ---------------- | --------------- | ---------------------------- | ---------------------------- | ---------------------------- | ------- | ------------------- |
| 04/2019          | Naftali Bennett | 138 598                      | 3,22                         | 12e                          | 0 / 120 | Extra-parlementaire |
| 09/2019          | Naftali Bennett | Au sein de l'alliance Yamina | Au sein de l'alliance Yamina | Au sein de l'alliance Yamina | 3 / 120 | Pas de gouvernement |
| 2020             | Naftali Bennett | Au sein de l'alliance Yamina | Au sein de l'alliance Yamina | Au sein de l'alliance Yamina | 3 / 120 | Opposition          |